# Anthurium benktsparrei
Anthurium benktsparrei Croat, 2011 è una pianta della famiglia delle Aracee, endemica dell'Ecuador.